# Joachim Wiebering
Joachim Eberhard Wiebering (* 25. September 1934 in Schwerin; † 24. August 2019 ebenda) war ein deutscher evangelisch-lutherischer Theologe. Von 1987 bis 1998 war er Landessuperintendent des Kirchenkreises Rostock der Evangelisch-Lutherischen Landeskirche Mecklenburgs.

## Leben
Ab 1952 studierte Wiebering Evangelische Theologie an den Universitäten Rostock (4 Semester) und Leipzig (4 Semester). 1956 kehrte er zum Examen nach Rostock zurück. Nach seinem Examen blieb er als Assistent von Heinrich Benckert an der Universität. 1960 wurde er mit einer Dissertation über Die Lehre von der Kirche bei Werner Elert zum Dr. theol. promoviert. Von 1962 bis 1967 war er Pastor der 2. Pfarrstelle an der Stadtkirche Teterow. 1967 wechselte er nach Rostock, wo er Studentenpastor wurde. Die Pfarrstelle war offiziell die 2. Pfarrstelle an der seit 1960 als Gebäude nicht mehr existierenden Jakobikirche, da die Studentengemeinde in der Deutschen Demokratischen Republik nicht als eigene Gemeinde, sondern nur als „Lebensäußerung im Raum der Kirche“ erlaubt war. Das Ministerium für Staatssicherheit, nach dessen Ansicht er als progressiv galt, entwickelte einen „Maßnahmenplan“. Im Frühjahr 1970 musste die geplante Anwerbung Wieberings als Inoffizieller Mitarbeiter zur Ausspähung der Studentengemeinde wegen seiner Ablehnung der Kooperation abgebrochen werden.
Wiebering galt im Vorfeld der Bischofswahl der Evangelisch-Lutherischen Landeskirche Mecklenburgs zur Nachfolge von Niklot Beste zunächst als ein aussichtsreicher Kandidat. In einem Beitrag für die Mecklenburgische Kirchenzeitung im November 1970 wandte er sich jedoch kritisch gegen die vorbehaltlose Zustimmung zu den Bekenntnisschriften der evangelisch-lutherischen Kirche als Ordinationsvoraussetzung und war damit als Kandidat für das bischöfliche Amt nicht mehr tragbar. Er verließ Rostock und ging als Dozent für Systematische Theologie an das Theologische Seminar Leipzig. Diese gemeinsame akademisch-theologische Ausbildungsstätte der drei evangelisch-lutherischen Landeskirchen in der DDR, der Evangelisch-Lutherischen Landeskirche Sachsens, der Evangelisch-Lutherischen Landeskirche in Thüringen und der Evangelisch-Lutherischen Landeskirche Mecklenburgs war eine vom Staat unabhängige, von den DDR-Behörden lediglich geduldete kirchliche Einrichtung, deren Abschlüsse nur in der evangelischen Kirche anerkannt waren. Von 1976 bis 1978 war er Rektor des Seminars. in Leipzig verfasste er zwei viel genutzte Lehrbücher zur Theologischen Ethik und zum christlichen Ethos im Alltag.
1983 galt er im Vorfeld der Mecklenburger Bischofswahl erneut als Kandidat. Gewählt wurde aber Christoph Stier. Zum 1. April 1987 wurde Wiebering zum Landessuperintendenten des Kirchenkreises Rostock berufen und kehrte so nach Mecklenburg zurück. Damit verbunden war die 1. Pfarrstelle an der Rostocker Marienkirche. Während der Wende im Herbst 1989 engagierte er sich frühzeitig; er war der erste Vorsitzende des Runden Tisches in Rostock, der sich am 9. Dezember 1989 konstituierte.
Im April 1998 ging er im Alter von 63 Jahren in den vorzeitigen Ruhestand. Seinen Ruhestand verlebte er in Schwerin.

## Schriften
- Die Lehre von der Kirche bei Werner Elert: Eine Untersuchung zum Verständnis der Kirche im Luthertum des 20. Jahrhunderts. Rostock, Theol. F., Diss. v. 27. Juni 1960
- Handeln aus Glauben: Grundriss der theologischen Ethik. Berlin: Evangelische Verlagsanstalt 1981
- Partnerschaftlich leben: christliches Ethos im Alltag. Berlin: Evangelische Verlagsanstalt 1985